# Svět umění (sdružení)
Svět umění (v ruském originále Мир искусства / Mir iskusstva) bylo v letech 1898–1927 sdružení umělců, které vzniklo v Rusku koncem 90. let 19. století. Sdružení od roku 1898 vydávalo stejnojmenný časopis.

## Předpoklady vzniku sdružení

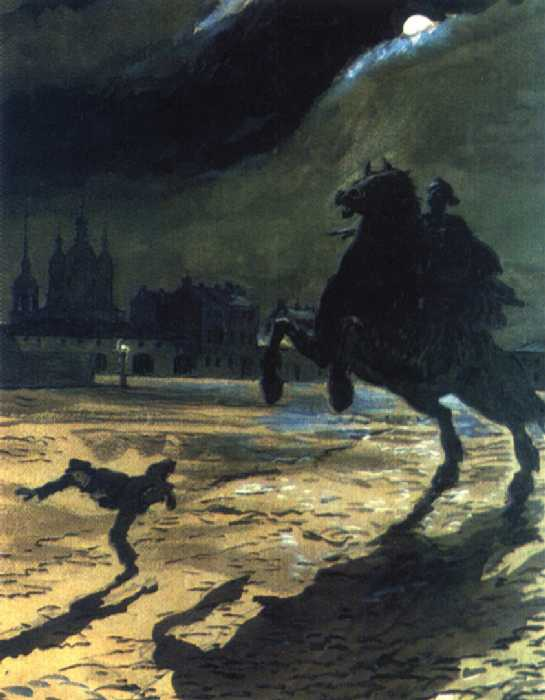
A. N. Benois. Ilustrace k Měděnému jezdci od A. S. Puškina

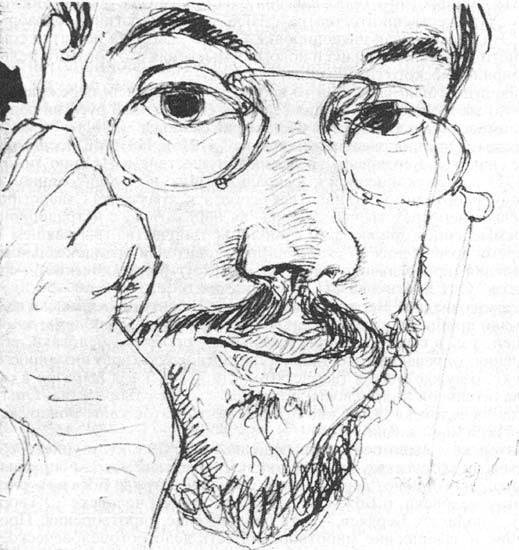
Autoportrét Alexandra Benoise. 1893

Umělecký život v Ruském impériu na konci 90. let 20. století se zkomplikoval a získal novou barvitost a nejednoznačnost. Do popředí uměleckého života se dostala nová generace umělců, rozčarovaná z oficiálně podporovaného akademismu a kritická vůči demokratickému sdružení Peredvižniků.
V Petrohradě vzniklo nové umělecké sdružení, která původně spojilo několik mladých umělců a jednotlivců, ne vždy s uměleckým vzděláním (Alexandre Benois studoval práva na Petrohradské univerzity, Sergej Ďagilev a Dmitrij Filosofov původním vzděláním právníci tamtéž).
Umělce spojila touha po retrospektivismu, hledání ideálů v umění doby cara Petra I., v baroku poloviny 18. století, a době panování cara Pavla I., což mělo za následek znovuobjevování uměleckých hodnot a dědictví baroka, ruského rokoka, raného klasicismu 18. století, empírového stylu a kultury ruského panství, k znovuobjevení umělecké hodnoty starověké architektury, grafiky, porcelánu, které byly ve stavu krize nebo stagnace... Postoj mladých umělců měl známky ušlechtilé kultury a respektu ke kulturnímu dědictví západní Evropy.
Kritik V. V. Stasov zjevně pociťoval odcizení od demokratických postojů nového sdruženíi, a proto byl vůči jejím členům nepřátelský a považoval je za zástupce dekadence.
Kompromisní postoj zaujala Petrohradská akademie umění, jejíž vedení rovněž pociťovalo krizový stav pozdního klasicismu a konec akademismu. Z tohoto důvodu Alexandre Benois a Konstantin Somov opustili Petrohradskou akademii umění bez absolutoria. Léon Bakst studoval na Akademii polooficiálně jako auditor.
Stav vyučování na Akademii poněkud zlepšilo jmenování Ilji Repina rektorem. Benois, Somov i Léon Bakst však ve svých studicích pokračovali v zahraničí.

## Benois a časopis „Svět umění“

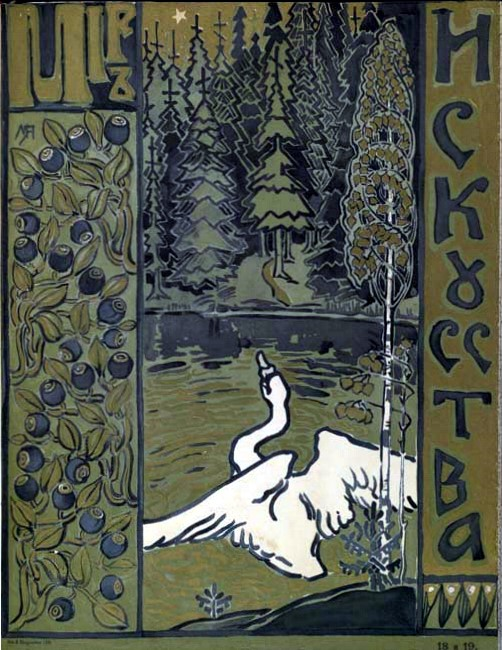
Obálka časopisu (č. 13–14 – 18–19. – 1899), dílo M. V. Jakunčikovové

V roce 1894 zahájil Alexandre Benois svou kariéru jako teoretik a historik umění a pro německou sbírku Dějiny malby 19. století napsal část o ruských umělcích. V letech 1896–1898 a 1905–1907 pracoval ve Francii. Stal se jedním z organizátorů a ideologů umělecké asociace „Svět umění“, účastnil se nové umělecké publikace se stejným názvem, časopisu „Svět umění“. Časopis byl založen v Benoisově nepřítomnosti s vedl ho Ďagilev, pro který získal prostředky kněžny Teniševové a moskevského filantropa Savvy Mamontova. Na krátkou dobu bylo vydávání pozastaveno, což bylo ovlivněno zklamáním kněžny Teniševové a bankrotem Mamontova. Vlivný umělec V. A. Serov přišel zachránit publikaci. Zasadil se o to, že časopis získal vládní podporu. Redakčním tajemníkem publikace byl D. V. Filosofov.

## Dějiny
Zakladateli „světa umění“ byli petrohradští umělci A. N. Benois a divadelní činitel S. P. Ďagilev s finanční podporou kněžny Teniševové.
Sdružení na sebe výrazně upozornilo v roce 1898 uspořádáním „Výstavy ruských a finských umělců“ v Muzeu petrohradské Střední školy technické kresby barona A. L. Stieglitze.
Klasické období v životě sdružení padlo na roky 1900–1904 – v této době se skupina vyznačovala zvláštní jednotou estetických a ideologických principů. 24 Únor (v redakci časopisu „Svět umění“ uskutečnilo setkání účastníků výstav časopisu, kterého se zúčastnili následující umělci: L. Bakst, A. Benois, I. Bilibin, I. Braz, I. Walter, A. M. Vasněcov, N. V. Dosekin, J. J. Lanceray, I. I. Levitan, F. A. Maljavin, M. V. Nesterov, A. L. Ober, A. P. Ostroumovová, V. Purvitis, F. E. Rušic, S. I. Světoslavsky, K. A. Somov, V. A. Serov, J. F. Ciągliński, stejně jako vydavatel a vydavatel časopisu S. Ďagilev. Byly zpracovány hlavní důvody pro organizaci budoucích výstav a byl zvolen řídící výbor pro organizaci další, již třetí, výstavy v lednu až únoru 1901. Toho se účastnili V. A. Serov, A. Benois a S. Ďagilev. Ilustrovaný časopis „Svět umění“ vydávalo nakladatelství Golike a Vilborg s vysoce kvalitním tiskem ilustrací.
Po roce 1904 se sdružení rozšířilo a ztratilo ideologickou jednotu. V letech 1904–1910 byla většina členů „Světa umění“ součástí „Svazu ruských umělců“. Na ustavujícím shromáždění 19. října (1. listopadu) 1910 byla obnoveno sdružení „Svět umění“ za předsednictví N. K. Roericha. 
Po bolševické revoluci v roce 1917 bylo mnoho členů nuceno emigrovat. Sdružení do roku 1924 prakticky zaniklo. Poslední výstava „Světa umění“ se konala v Paříži v roce 1927.

## Filozofické a estetické pohledy

### Etika a estetika
Pro členy Světa umění a podobně smýšlející osoby existoval jednoznačný rozdíl mezi etickou a estetickou sférou. Stejné téma vyvolává důležitou otázku ohledně účelu umění a jeho motivace. Do umění nelze násilně vnést etickou složku.
Jakékoli násilí proti uměleckému dílu, násilné vytyčování cílů zvenčí obecně odporuje svobodě a nezávislosti umění a omezuje jej na „buržoazní vzorec“, čímž jej nezákonně zotročuje. „Kdo může popřít společenský význam umění...; ale požadavek schopnosti umění reagovat na naše starosti, povolání a starosti je velmi nebezpečná věc...“ . Tvůrčí proces lze tedy nazvat nedobrovolnou aktualizací myšlenek již zabudovaných do základů skutečného umění, postavy lidského génia v obrazech.
„Nemorální“ umění, to znamená, které obecně neobsahuje žádnou orientaci na morálku, zůstává uměním. Ale zároveň to, co bylo vytvořeno pouze za účelem nemorálního vlivu, není umění. „Tím, že místo umění bude kázáno nějaké cvičení ve ctnosti, je nutné tuto činnost zcela oddělit od oblasti estetiky a dát jí potěšení z rozkvětu ve sféře morálních a pedagogických notací a ponechat tak umění, které je mu vzdálené a cizí.“
Odtud pramení kritika Peredvižniků. Ve skutečnosti jsou nazýváni „pseudorealisty“ nebo „dekadentními realisty“. Členové Světového umění je považují za nositele výše popsaného „utilitárního“ pohledu na umění. „Pseudorealisté“, vycházející z postoje vnucování některých vnějších postojů k umění (odraz „skutečné“ reality s morální konotací), odmítají na těchto principech tradiční techniky a formy akademismu. Originalita přisuzovaná tomuto fenoménu je z hlediska světa umění předstíraná, aniž by byla upřímná (v estetickém smyslu).

### Definice krásy
Ve své vizi krásy se členové sdružení vyhýbají dvěma extrémním, diametrálně odlišným názorům, že:
1) příroda jako krása je jediným zdrojem veškeré kreativity
2) základ estetiky spočívá čistě v představivosti člověka.
Oba tyto pohledy se odehrávají současně, ale odděleně od sebe nevyčerpávají svůj předmět a nakonec docházejí ve skutečnosti k popření umění. První je upřednostňováním umění reality (proto se omezuje na utilitarismus), druhé – požadavkem dívat se na idealizaci jako na něco skutečného a dosažitelného. Stejně tak příčinou není ani sama příroda, ani představivost jako počátek krásy. Slouží pouze jako prostředek jeho projevu.
Umění je vyžadováno, aby zdůrazňovalo akcenty, zdůrazňovalo určitou individualitu, nejdůležitější. Ústředním zdrojem krásy je proto osobnost tvůrce: „...musí nás zavést do svého království, jasně ukázat, opravdu, ty obrazy, které jsou nám uzavřeny bez něj.“ Pouze umělec dokáže dát myšlence její skutečné ztělesnění. Lidská osobnost je koncentrací tvůrčí síly a kombinuje oba principy krásy a kvalitativně je předčí: „Nejvyšším projevem osobnosti, bez ohledu na to, jakou formu bude mít, je krása v oblasti lidské kreativity...“; „Krása v umění je temperament vyjádřený v obrazech...“. Všechna umělecká díla jsou tedy především výsledkem autorova sebevyjádření a neexistují bez této myšlenky sebevyjádření.
Celá historie umění navíc spočívá v rozvoji umělecké osobnosti. I když vezmeme v úvahu absenci jednotlivce samotného ve starověku a středověku, můžeme oprávněně a zcela legitimně reprezentovat celou éru jako jednotlivce.